# Ektodermale dysplasier
Ektodermale dysplasier er en gruppe beslægtede arvelige lidelser – over 150 forskellige syndromer er identificeret. Lidelserne rammer især hår, tænder, negle, svedkirtler, kraniets opbygning og fingre. Lidelserne har navn efter at de berørte organer og andre legemsdele dannes af ektoderm, et af lagene i den tidlige fosterdannelse.
En person med hypohidrotisk ektodermal dysplasi (også kendt som Christ-Siemens-Touraine syndrom) er skuespilleren Michael Berryman.
| Sygdom | Spire Denne artikel om sygdom er en spire som bør udbygges. Du er velkommen til at hjælpe Wikipedia ved at udvide den. |